# Pagamea montana
Pagamea montana är en måreväxtart som beskrevs av Henry Allan Gleason och Paul Carpenter Standley. Pagamea montana ingår i släktet Pagamea och familjen måreväxter. Inga underarter finns listade i Catalogue of Life.